# P. K. Subban
P. K. Subban (n. 13 mai 1989, Toronto, Ontario, Canada) este un jucător de hochei pe gheață ce a reprezentat Canada, medaliat olimpic. A participat la o ediție a Jocurilor Olimpice (2014) în care a câștigat o medalie de aur.

## Participări
Lista de mai jos prezintă principalele competiții la care a participat P. K. Subban de-a lungul carierei.
- Jocurile Olimpice de iarnă din 2014